# Генрі Ніньйо
Генрі Ніньйо Гомес (ісп. Henry Niño Gomez; нар. 3 листопада 1997, Леон, Нікарагуа) — нікарагуанський футболіст, захисник клубу «Дір'янхен» та національної збірної Нікарагуа.

## Клубна кар'єра
У дорослому футболі дебютував 2016 року виступами за команду клубу «Хако Райс», в якій провів один сезон.
1 липня 2017 року приєднався до складу клубу «Дір'янхен».

## Виступи за збірну
2017 року дебютував в офіційних матчах у складі національної збірної Нікарагуа.
У складі збірної був учасником розіграшу Золотого кубка КОНКАКАФ 2017 року у США.